# Boulevard Cotte
Le boulevard Cotte est une voie de la commune française d’Enghien-les-Bains, en France.

## Situation et accès
Long de 950 mètres, il commence rue du Général-de-Gaulle et finit rue George-Sand, où il est prolongé par la rue Jean-Mermoz sur le territoire de la commune de Deuil-la-Barre.
Il croise les voies suivantes :
- rue de Malleville,
- boulevard Hippolyte-Pinaud et rue Paul-Delinge,
- rue Gambetta et rue André-Maginot,
- rue de la Barre.

## Origine du nom

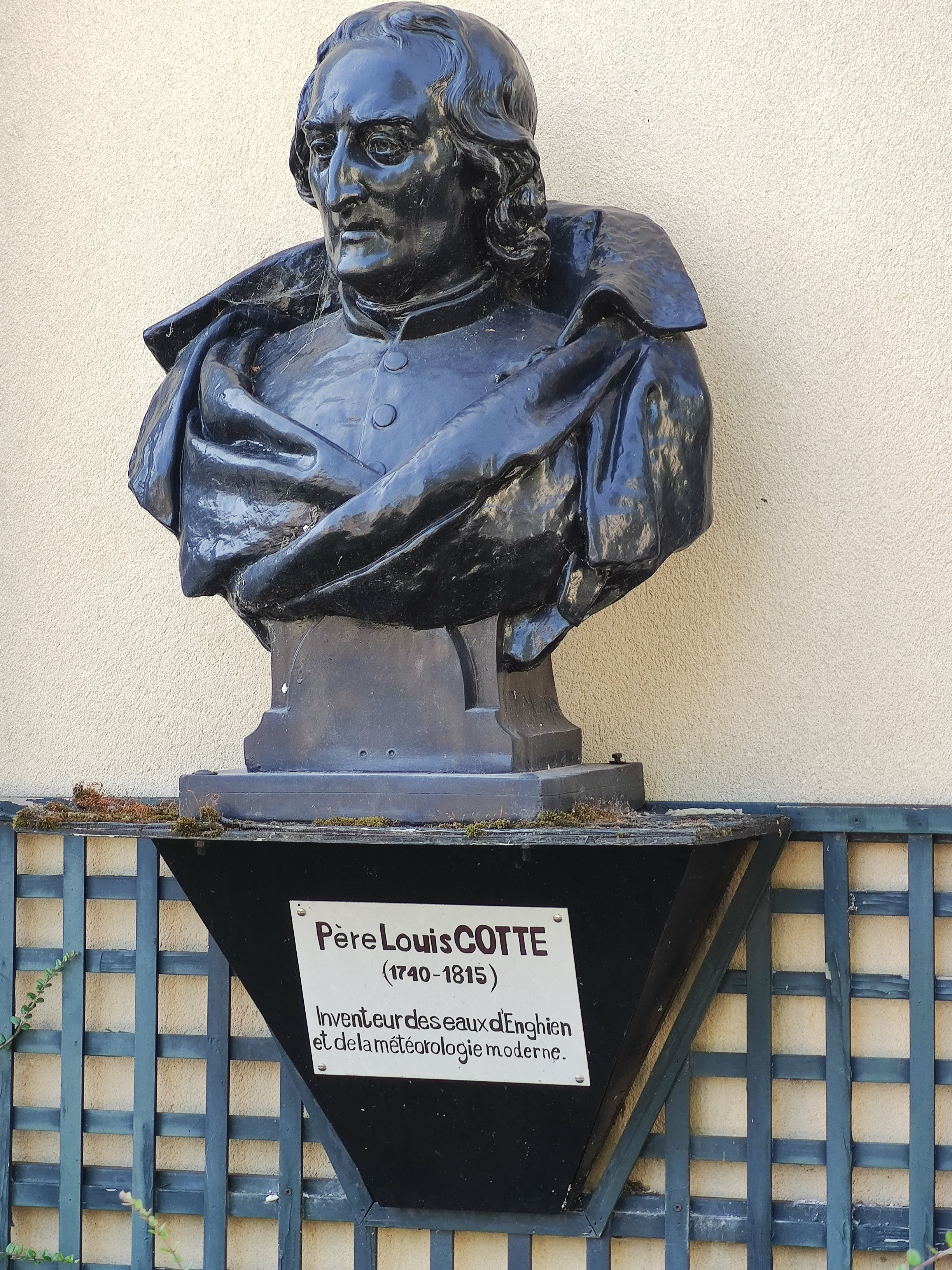
Buste de Louis Cotte.

Cette voie évoque la mémoire de Louis Cotte (1740-1815), prêtre oratorien, découvreur des vertus des eaux minérales sulfureuses d’Enghien.

## Historique
En 1864, la commune s’agrandit de 41 hectares, ce qui conduit à la création de l’un des plus beaux axes de la ville : le boulevard Cotte.
En 1879, le boulevard est mentionné pour la première fois dans la presse. En effet, le dimanche 7 septembre 1879, une fête communale est organisée à Enghien, dont le programme est le suivant :
- À trois heures et demie (Grande-Rue) : Grand steeple-chase. – Courses d’ânes.
- À neuf heures (boulevard Cotte) : Brillant feu d’artifice. – Illuminations générales. – Spectacles. – Jeux. – Bals.

## Bâtiments remarquables et lieux de mémoire
- Angle rue Paul-Delinge et boulevard Cotte : monument élevé à Louis Cotte, consistant en un buste en bronze, inauguré le 30 juin 1901[3],[4].
- No 3 (démoli) : en 1911, on trouve à cette adresse l'une des quinze pensions de famille enghiennoises, la pension Stern[5].
- Nos 24-26 : maisons jumelles construites vers 1890[6].
- No 30 : maison de maître construite en 1902[7], d’inspiration nordique[1].
- No 36 : maison construite en 1912 par l’architecte Charles Bourgeois[8],[9].

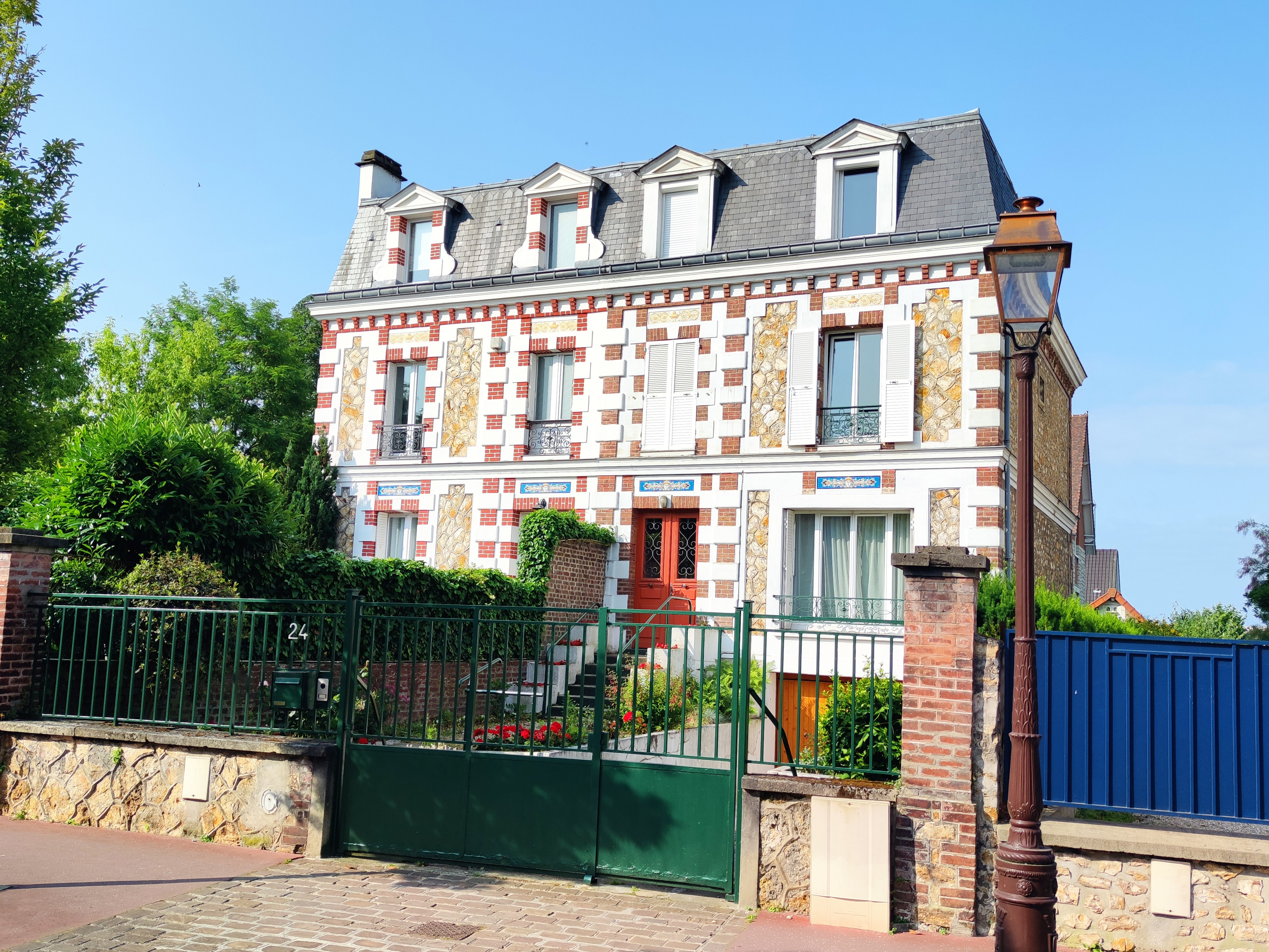
Nos 24-26.
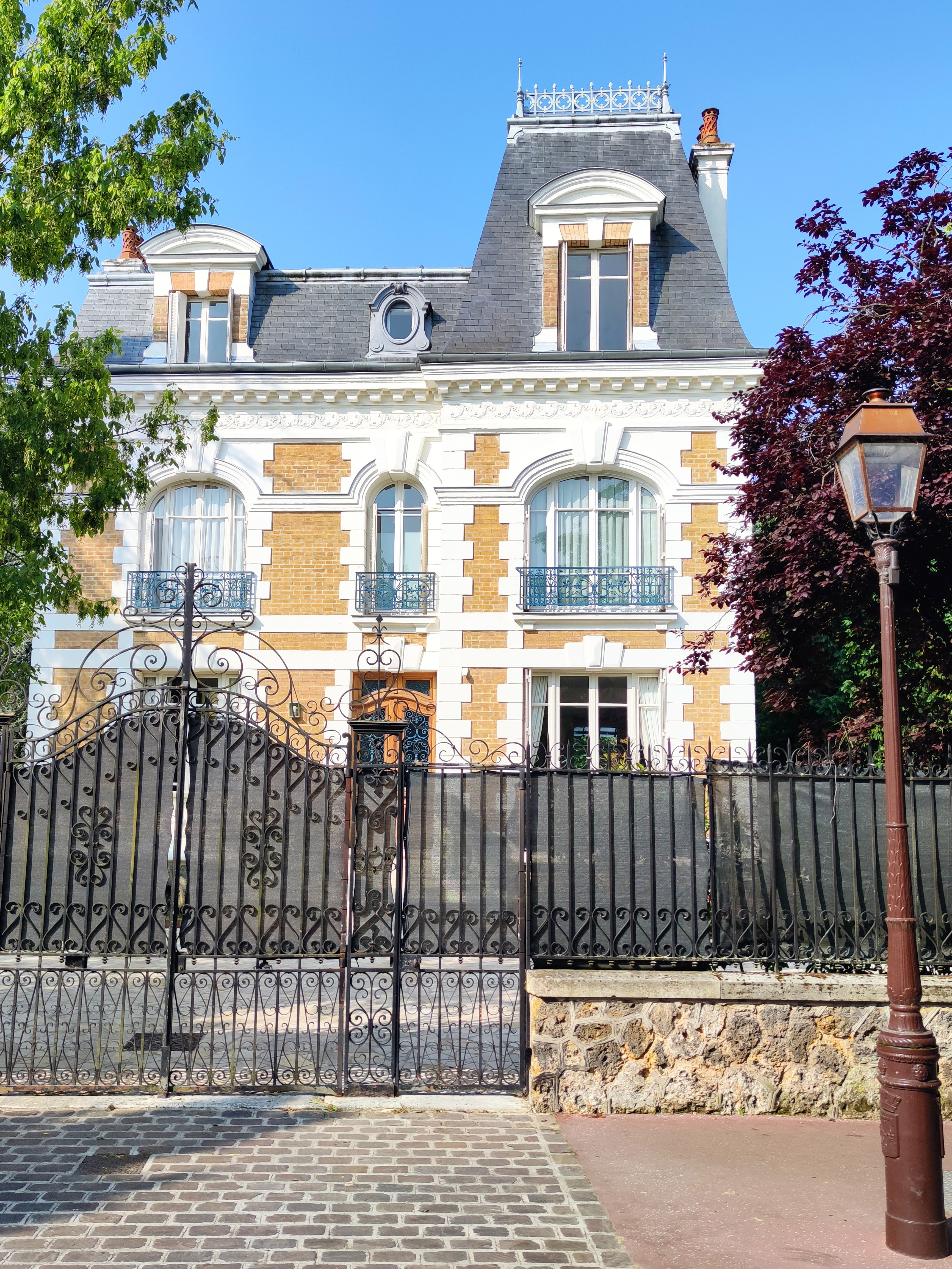
No 30.
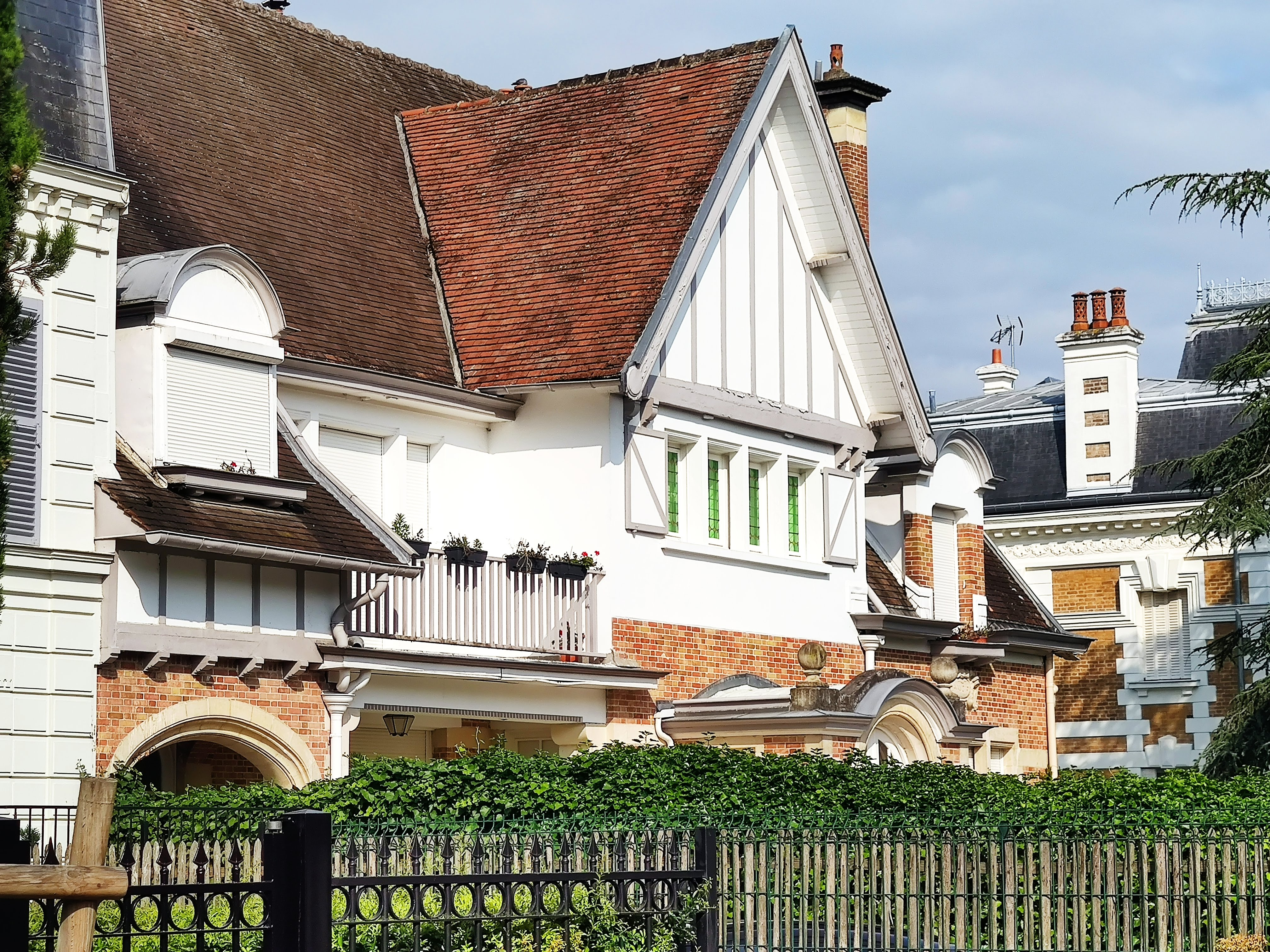
No 36.

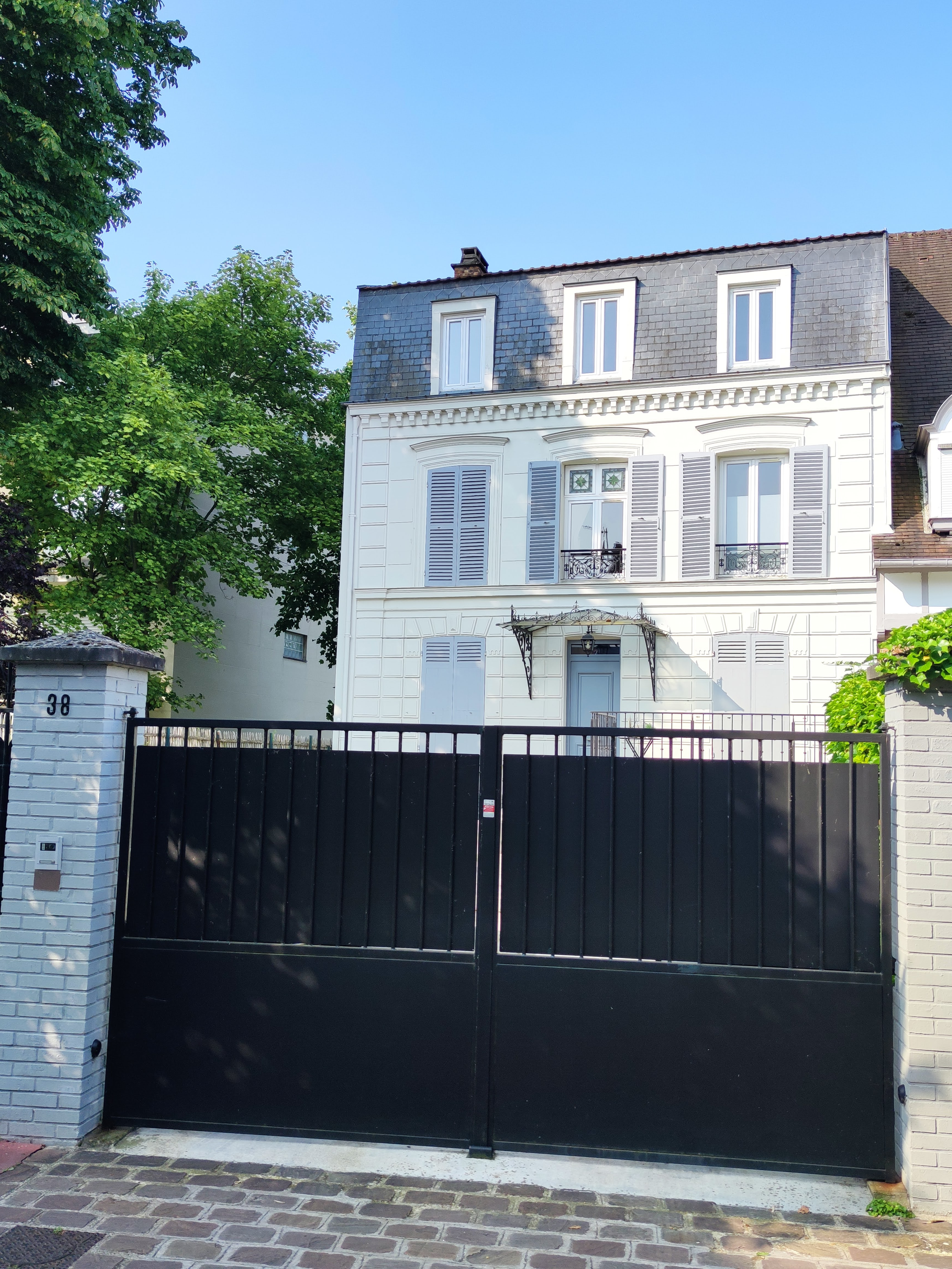
No 38 : maison construite vers 1930[6].
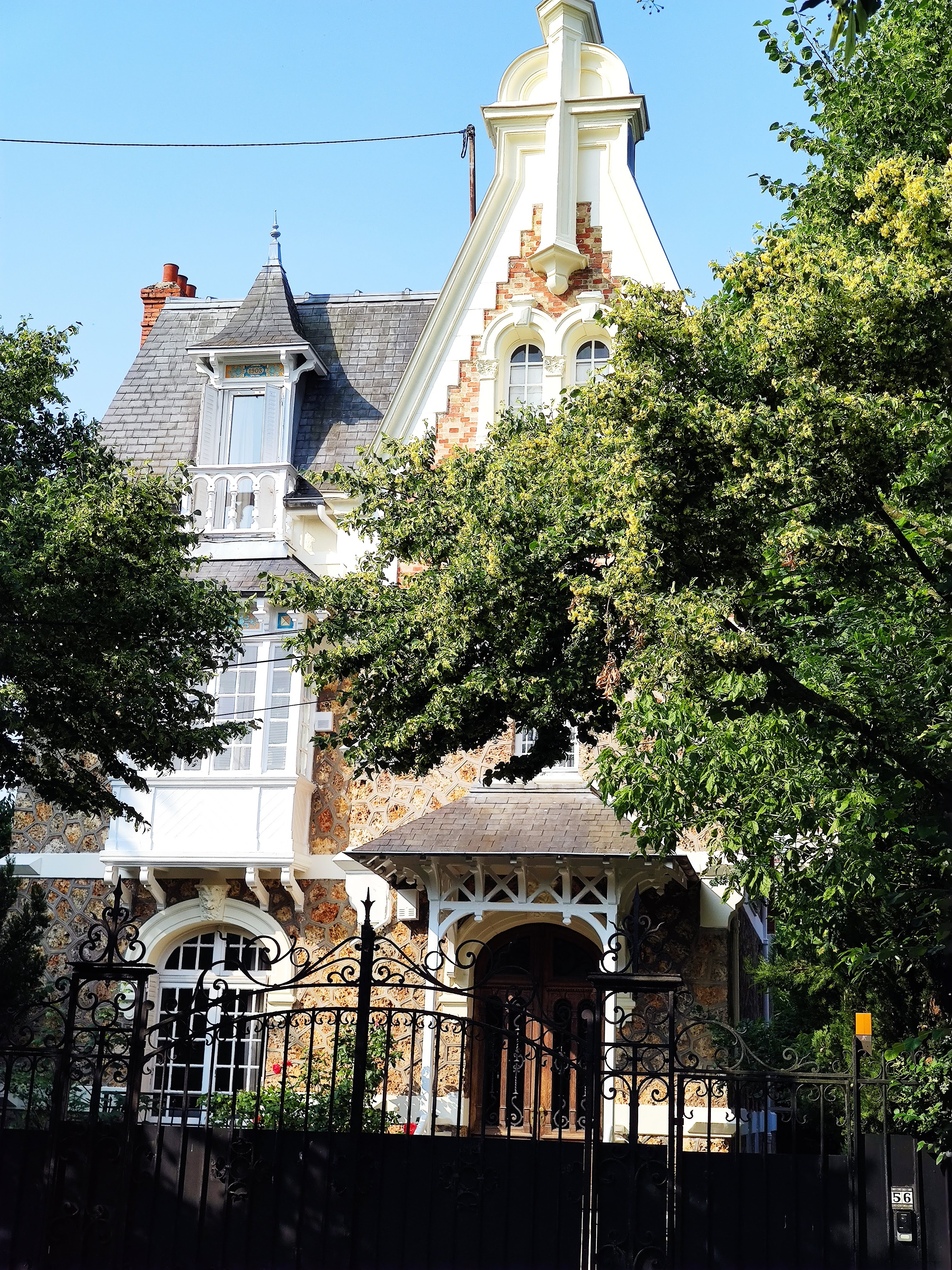
No 56 : maison construite en 1903 par les architectes Albert et Paul Leseine[10].
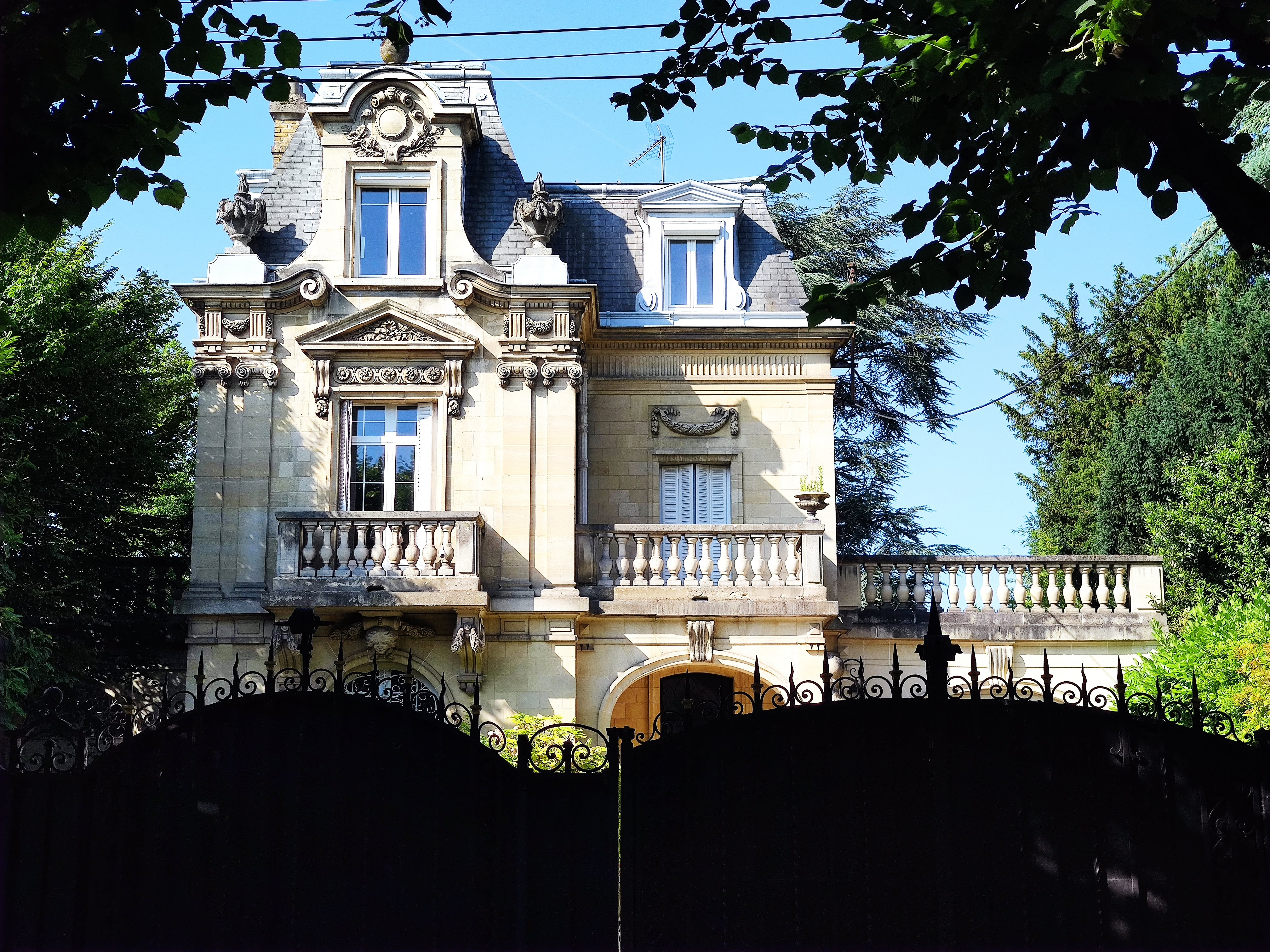
No 58 : maison construite en 1908 par les architectes Albert et Paul Leseine[11], présentée par la revue L’Architecture usuelle (1909) comme une « demeure fort élégante, un petit palais dans un grand jardin », un « coquet pavillon de plaisance »[12].
- No 65 : maison construite en 1914 ; les mosaïques sont l’œuvre de l’entreprise Gentil et Bourdet[13].
- No 74 : maison construite par l’architecte Henri Moreels en 1927[14],[15].
- No 76 : maison construite en 1912 par l’architecte Narcisse-Jules Doré. Un garage y a été ajouté dans les années 1960[16].

- No 38.
- No 56.
- No 76.